# Liste der Monuments historiques in Groix
Die Liste der Monuments historiques in Groix führt die Monuments historiques in der französischen Gemeinde Groix auf.

## Liste der Bauwerke
| Bezeichnung                           | Beschreibung | Standort                | Kennzeichnung | Schutzstatus | Datum | Bild |
| ------------------------------------- | ------------ | ----------------------- | ------------- | ------------ | ----- | ---- |
| Camp gaulois de la pointe de Kervédan |              | Lann Kervédan (Lage)    | PA00091222    | Classé       | 1951  |      |
| Dolmen von Vagouar-Huen               |              | Mez-Vagouer-Huen (Lage) | PA00091223    | Classé       | 1966  |      |
| Dolmen Men Kam und Men Yann           |              | Lann-Kerlard (Lage)     | PA00091224    | Classé       | 1969  |      |
| Menhir de Mez-Kerlard                 |              | Mez Kerlard (Lage)      | PA00091225    | Classé       | 1970  |      |
| Phare de Pen-Men                      |              | (Lage)                  | PA56000073    | Inscrit      | 2015  |      |

## Liste der Objekte
- Monuments historiques (Objekte) in Groix in der Base Palissy des französischen Kultusministeriums